# 崔徽
崔徽（？—443年），字玄猷，北魏官员，清河郡東武城县人，崔潜之子，崔宏之弟。
崔徽年轻时有文才，与勃海郡高演都知名。开始徵召为相州别驾、中书侍郎，升任为秘书监。赐爵贝丘侯，加龙骧将军。乐安王拓跋範镇守長安，魏太武帝以拓跋範年少，任命崔徽为散骑常侍、督雍泾梁秦四州诸军事、平西将军、副将，行乐安王傅，进爵济南公。崔徽处理政务存大体，不亲小事。喜欢讲人倫，讲论道义，鼓励后进，终日不止。因病召還平城。太平真君四年（443年），去世。諡元公。